# Ermatingen
Ermatingen ist eine politische Gemeinde und ein Dorf im Schweizer Kanton Thurgau. Die im Bezirk Kreuzlingen liegende Einheitsgemeinde Ermatingen entstand 1975 durch die Vereinigung der ehemaligen Munizipalgemeinde Ermatingen mit deren Ortsgemeinden Ermatingen und Triboltingen.

## Geographie
Ermatingen liegt am Südufer des Untersee genannten Teils des Bodensees gegenüber der Insel Reichenau. Die Gemeinde besteht aus den Ortsteilen Ermatingen und Triboltingen. Der tiefstgelegene Punkt des Gemeindegebiets liegt am Seeufer auf ca. 396 m ü. M., der höchstgelegene auf dem Seerücken an der Südgrenze der Gemeinde auf 613 m ü. M.

## Geologie
Ein grosser Teil des Dorfes wurde auf einem Bachdelta erbaut, das seit der letzten Eiszeit (Würmeiszeit) durch den Dorfbach aufgeschüttet worden war. Es handelt sich um das grösste Delta des Untersees. Der Dorfbach entsteht durch den Zusammenfluss zweier Bäche, deren Oberläufe am Nordhang des Seerückens typische Molassetobel erodiert haben. Die Molasse ist hier grösstenteils aus Glimmersand und Nagelfluh zusammengesetzt. Die Glimmersande wurden durch ein Stromsystem aus Bayern herangeführt. Früher wurde dieser Sand abgebaut, heute zeugt davon noch die Kiesgrube Cholhoo. Die Nagelfluh wurde aus den Alpen herangeführt und ist Teil des Hörnlischuttfächers, der durch den Ur-Rhein aufgeschüttet wurde. Darüber liegt Moränenmaterial aus der letzten Eiszeit. Dieses wurde vor allem als Grundmoräne abgelagert, allerdings sind auch einige Seitenmoränenwälle vorhanden. Auf dem Gemeindegebiet liegt der Graue Stein, der durch den Rheingletscher hierher getragen wurde, der grösste Findling im Thurgau.

## Geschichte

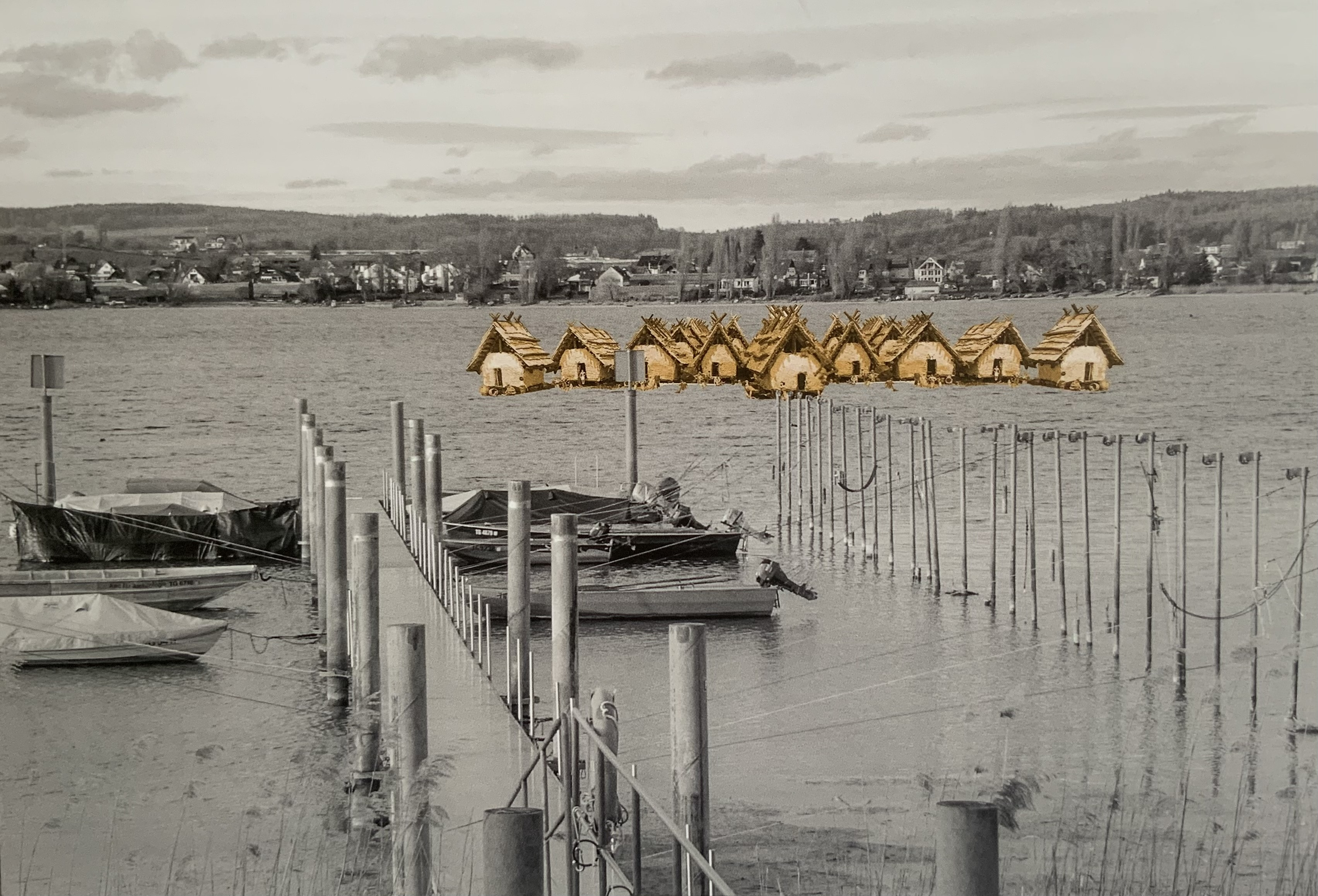
Pfahlbaudorf im Büüge, Visualisierung von Rico Pengler, Amt für Archäologie TG

Steinzeitliche Funde lassen darauf schliessen, dass sich die ersten Siedler hier um etwa 3000 v. Chr. niederliessen. Sie errichteten ihre Pfahlbauten in den geschützten Buchten bei Ermatingen. Die ausgedehnten Pfahlfelder waren bei Niedrigwasser bis in die Neuzeit zu sehen; sie gehörten deshalb zu den am frühesten entdeckten Seeufersiedlungen am Bodensee. Die steinzeitlichen Ufersiedlungen Westerfeld und Büüge wurden 1861 erstmals und 1981 bis 1983 umfassend untersucht, dabei kamen Funde aus der Pfyner-, der Horgener- und der Schnurkeramik-Kultur (4000–2500 v. Chr.) zum Vorschein. 2022 ergaben Bohrungen, dass die Fundstelle von nationaler Bedeutung im Büüge rund 3000 Quadratmeter umfasste.

### Reichenauer und Konstanzer Herrschaft

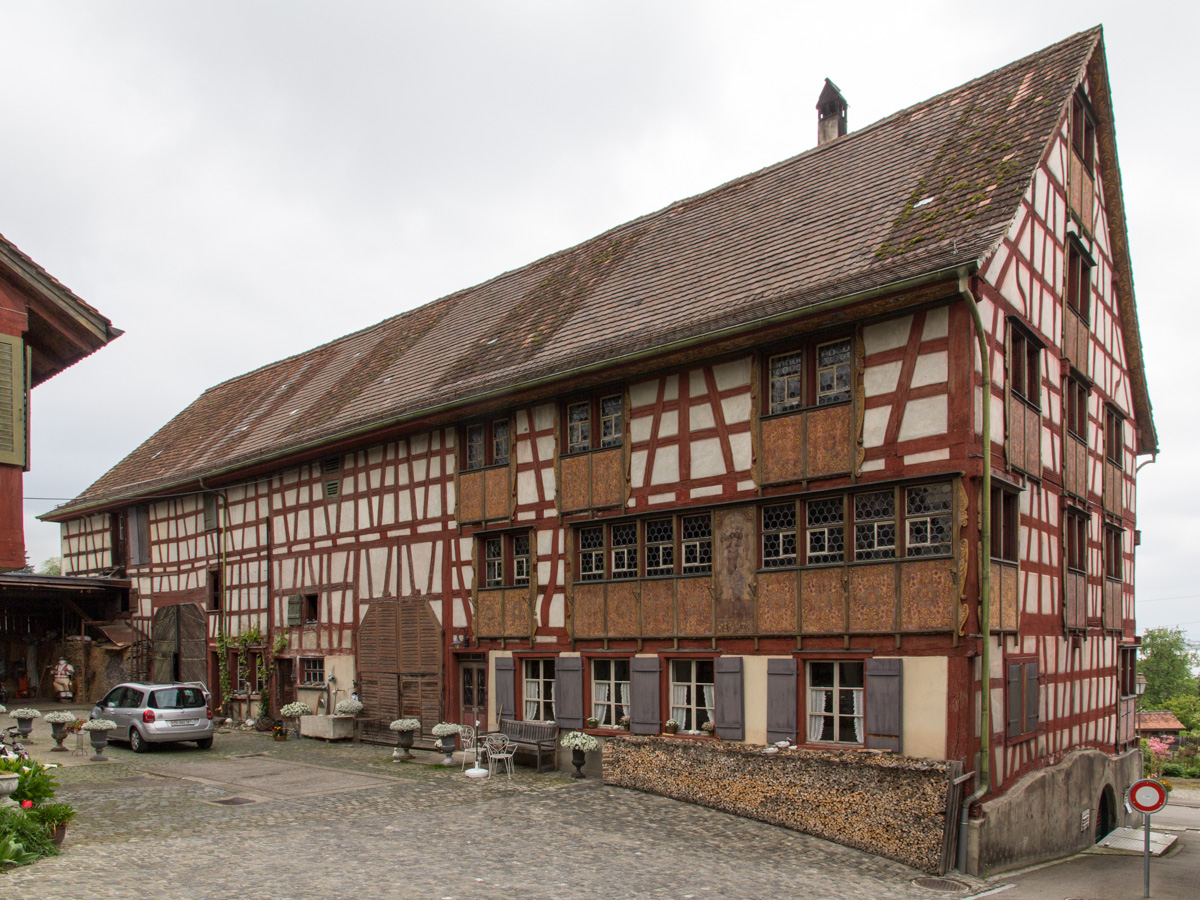
Kehlhof Ermatingen, erbaut 1694, mit ehemaliger Gerichtsstube.

Die frühmittelalterliche Besiedlung ist durch ein alemannisches Gräberfeld belegt, das aus der Zeit vom 5. bis ins 9. Jahrhundert stammt. Der Name der Gemeinde geht darauf zurück: Er bedeutet «bei den Leuten des Eburmuot», also dem Mann mit dem Mut eines Ebers. Erstmals erwähnt wird Erfmotingas in der Gründungsurkunde des Klosters Reichenau aus dem Jahr 724, in der Karl Martell dem Kloster die Siedlung schenkte. Die Gemeinde feiert deshalb 2024 das 1300-Jahre-Jubiläum.
Ermatingen gehörte zur Grundausstattung des Klosters Reichenau, dessen Abt war Kollator, Grundherr und Gerichtsherr. Zur Ausübung der Niedergerichtsbarkeit wurde ein Klostermeier und später ein Ammann eingesetzt. Das Meieramt (Vogtei) war oft verpfändet, so bis 1446 den Herren von Klingenberg. Im 13. Jahrhundert sowie 1518 sind Offnungen belegt. Auch nach der Eroberung des Thurgaus durch die Eidgenossen 1460 blieb die niedere Gerichtsbarkeit beim Abt. Im Schwabenkrieg wurden 1499 grosse Teile des Dorfes durch das Heer des Schwäbischen Bundes niedergebrannt.
Spätestens seit dem 16. Jahrhundert hatte Ermatingen nach städtischem Vorbild einen Kleinen und einen Grossen Rat, ein eigenes Gericht – jeweils unter dem Vorsitz des Ammanns – und verschiedene Privilegien. 1660 erhielt Ermatingen von den regierenden eidgenössischen Orten das Marktrecht. Nach der Inkorporation der Abtei Reichenau ins Hochstift Konstanz 1540 gehörte das Niedergericht Ermatingen bis 1798 als sogenannte neustiftische Herrschaft dem Bischof (Obervogtei Reichenau).
1756 erwarb die Gemeinde sämtliche Ehaften, abgesehen von Mühlen und Wasserrechten, 1763 entstand die Meisterzunft der Schuster. Ende 18. Jahrhundert besass Ermatingen unter anderem Zölle und Schifffahrtsrechte. Am 17. April 1799 marschierten französische Truppen in Ermatingen ein. Die endgültige Ablösung von Konstanz erfolgte 1839.

### Pfarrei

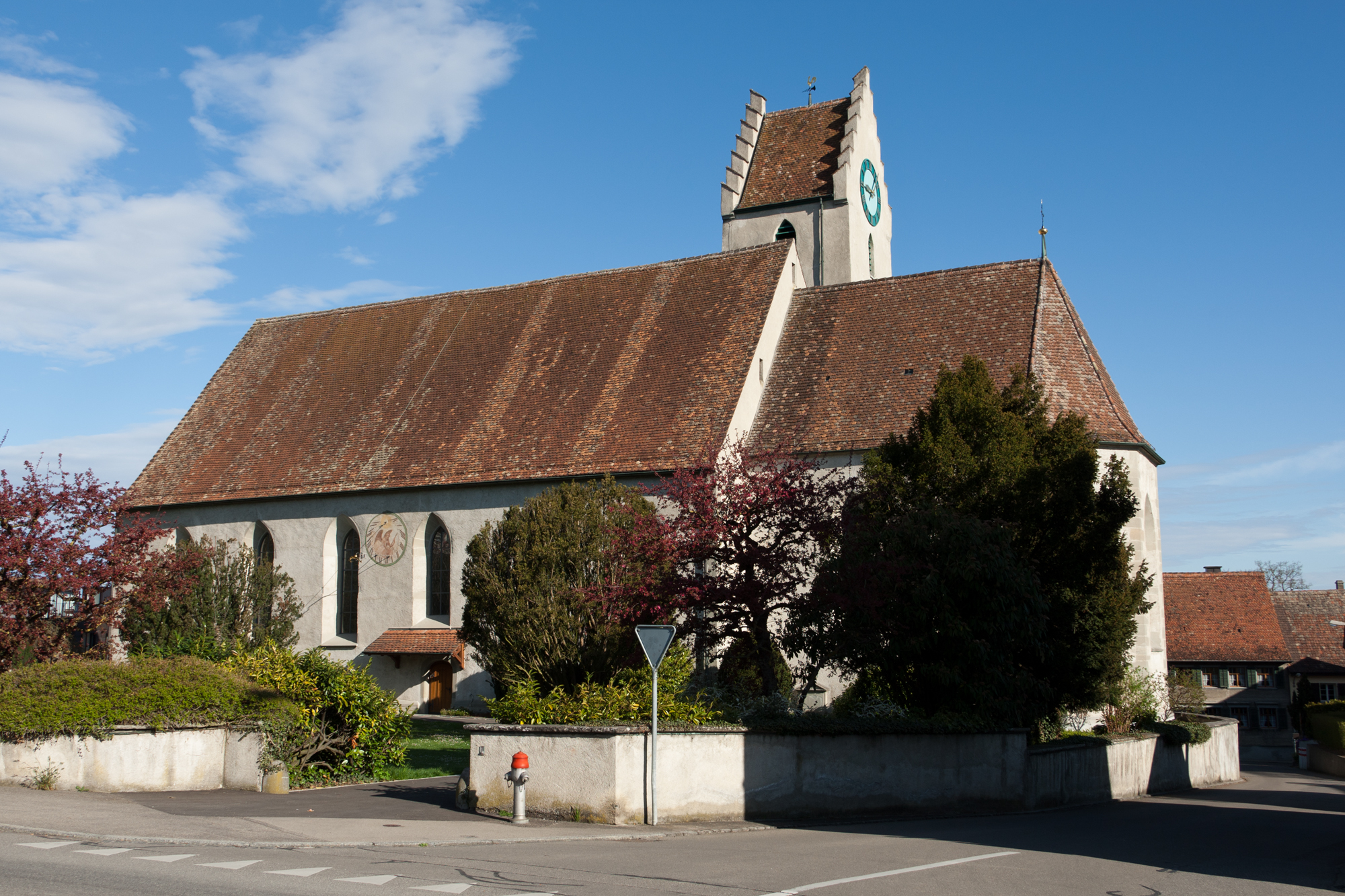
Paritätische Kirche St. Albin

Die Pfarrei Ermatingen reichte ursprünglich vom See bis über den Seerücken. Im Hochmittelalter entstanden die Kaplaneien Mannenbach und Triboltingen. 1359 wurde die Kirche Ermatingen der Abtei Reichenau inkorporiert. 1528 wurde fast das ganze Dorf unter der Leitung des Konstanzer Pfarrers Alexius Bertschi evangelisch; die Abtei bzw. ab 1540 der Bischof von Konstanz behielt jedoch in der mehrheitlich reformierten Pfarrei bis 1804 die Kollatur. Nach dem Zweiten Kappelerkrieg 1531 zogen einige katholische Familien wieder nach Ermatingen zurück.
Die Dorfkirche wird seit 1546 paritätisch genutzt. Allerdings war das konfessionelle Miteinander über fünf Jahrhunderte alles andere als friedlich, sondern geprägt von tiefem gegenseitigem Misstrauen, das zu Prozesssucht führte. 1872 zwang der Regierungsrat Ermatingen, als letzte Thurgauer Gemeinde die konfessionell getrennten Schulhäuser zusammenzulegen.
1723/24 trennte sich Wäldi von der reformierten Kirchgemeinde Ermatingen ab, 1949 gingen auch Gunterswil und Hohrain an Wäldi über.

### 19. und 20. Jahrhundert

Ermatingen und die Insel Reichenau im Jahre 1962

Nach der Niederlage Napoleons I. liessen sich viele französische Adelige am Untersee nieder. So gründete der Ermatinger Hartmann Friedrich Ammann zusammen mit Prinz Louis Napoleon im Restaurant «Hirschen» 1835 den Thurgauischen Kantonal-Schützenverein.
Im 19. Jahrhundert bildeten Fischerei (Gangfischerei) sowie Getreide-, Obst-, Hanf- und Rebbau (Weinhandel) die Grundlage der dörflichen Wirtschaft. Mit dem Ausbau der Seestrasse 1823, dem Dampfschifffahrtsbetrieb auf dem Untersee ab 1825 und der Eröffnung der Bahnlinie Etzwilen–Konstanz 1875 verbesserte sich die verkehrstechnische Lage, worauf nach 1870 der Fremdenverkehr einsetzte. 1848 entstand eine Schreinerei (ab 1936 Jacques Goldinger AG), 1875 die nachmalige Blechdosen- und Aluminiumwarenfabrik Louis Sauter AG. Ausserdem entwickelten sich gegen Ende des 19. Jahrhunderts in Ermatingen mechanische Stickereien und Schifflistickereien. So verlor im 20. Jahrhundert die Landwirtschaft stark an Bedeutung.
Obwohl eine Fischbrutanstalt und die traditionelle Groppenfasnacht an die gewerbliche Fischerei erinnern, ist Ermatingen seit 1975 mit dem UBS-Ausbildungszentrum Schloss Wolfsberg und seit 1989 mit dem Unternehmerforum Lilienberg vor allem als Ausbildungsort bekannt. 2000 waren fast zwei Drittel der Arbeitsplätze im dritten Wirtschaftssektor.
Seit dem 1. Juni 1975 bilden die beiden ehemaligen Ortsgemeinden Triboltingen und Ermatingen die Einheitsgemeinde Ermatingen.

## Wappen
Blasonierung: In Schwarz ein weisser Rüde mit gelbem Halsband und gelber Zunge.
Das Wappen lässt sich auf einer Wappenscheibe aus dem Jahr 1596 nachweisen. Die Gemeinde verwendete es weiter, auch nachdem 1979 aus Ermatingen und Triboltingen die Einheitsgemeinde gebildet worden war.

## Bevölkerung
| Die zur Anzeige dieser Grafik verwendete Erweiterung wurde dauerhaft deaktiviert. Wir arbeiten aktuell daran, diese und weitere betroffene Grafiken auf ein neues Format umzustellen. (Mehr dazu) |

|                   | 1850 | 1900 | 1950 | 1970 | 1980 | 1990 | 2000 | 2010 | 2018 | 2023 |
| ----------------- | ---- | ---- | ---- | ---- | ---- | ---- | ---- | ---- | ---- | ---- |
| Einheitsgemeinde  |      |      |      |      | 1992 | 2171 | 2427 | 2874 | 3454 | 3745 |
| Munizipalgemeinde | 1708 | 1728 | 2029 | 2089 |      |      |      |      |      |      |
| Ortsgemeinde      | 1363 | 1414 |      | 1787 |      |      |      |      |      |      |

Von den insgesamt 3745 Einwohnern der Gemeinde Ermatingen am 31. Dezember 2023 waren 1230 bzw. 32,8 % ausländische Staatsbürger. 1251 (33,4 %) waren evangelisch-reformiert und 884 (23,6 %) römisch-katholisch. Der Ortsteil Ermatingen zählte zu diesem Zeitpunkt 3282, der Ortsteil Triboltingen 463 Bewohner.

## Wirtschaft

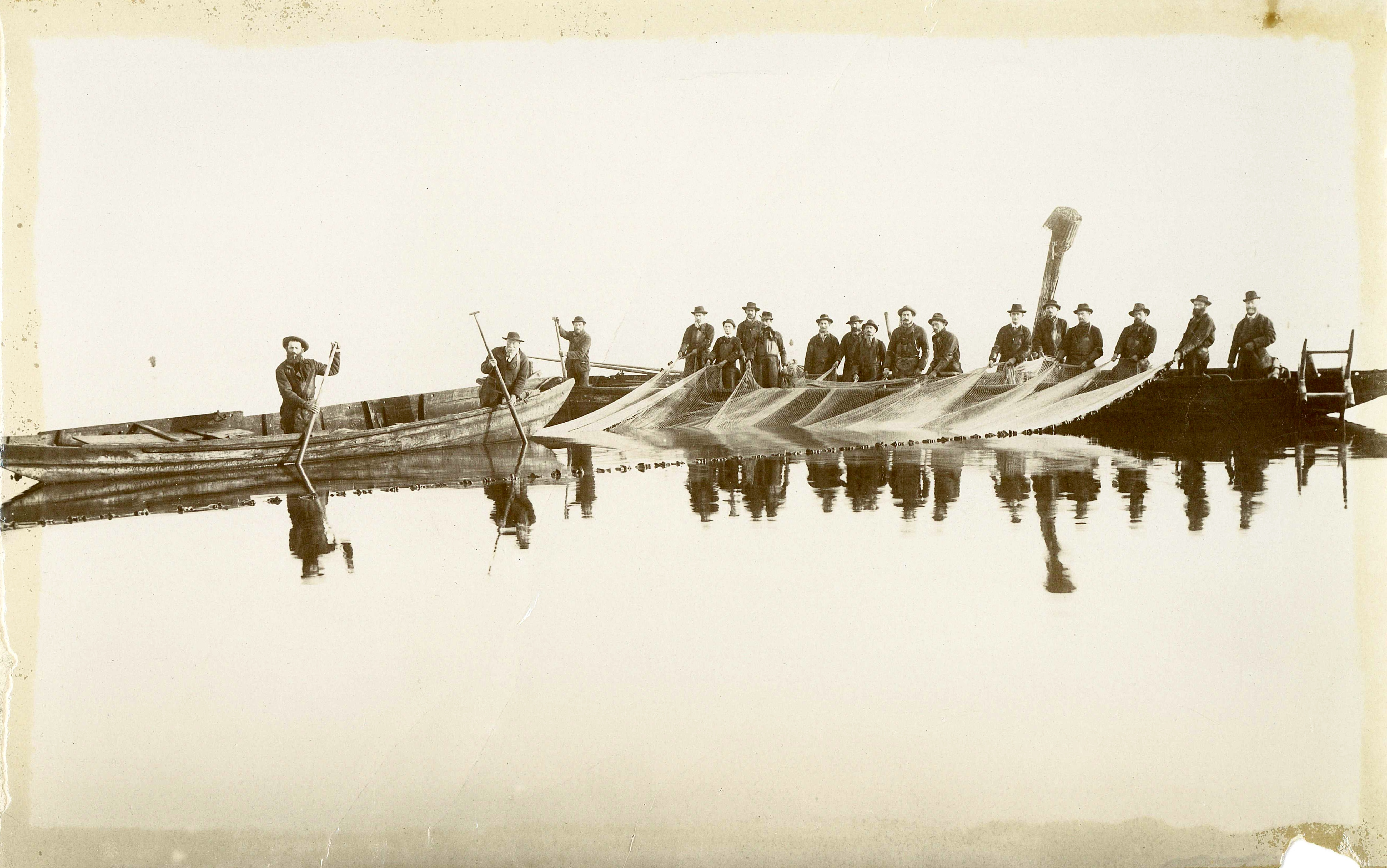
Fischer aus Ermatingen mit einer Gangfischsegi (Zugnetz für den Gangfischfang)
(Foto von 1894)

Im Jahr 2016 bot Ermatingen 843 Personen Arbeit (umgerechnet auf Vollzeitstellen). Davon waren 4,2 % in der Land- und Forstwirtschaft, 28,7 % in Industrie, Gewerbe und Bau sowie 67,1 % im Dienstleistungssektor tätig.

### Fischerei
Neben Gewerbe und Handel war die Fischerei in Ermatingen ein wichtiger Erwerbszweig. Von dieser Zeit zeugen z. B. das stattliche Haus der ehemaligen Fischhandlung Läubli im Oberstad und drei grosse Fischerboote (sogenannte Segi-Schiffe) aus der Zeit der Schleppnetzfischerei, die früher am Ufer im Horn ausgestellt waren.

## Verkehr und Infrastruktur

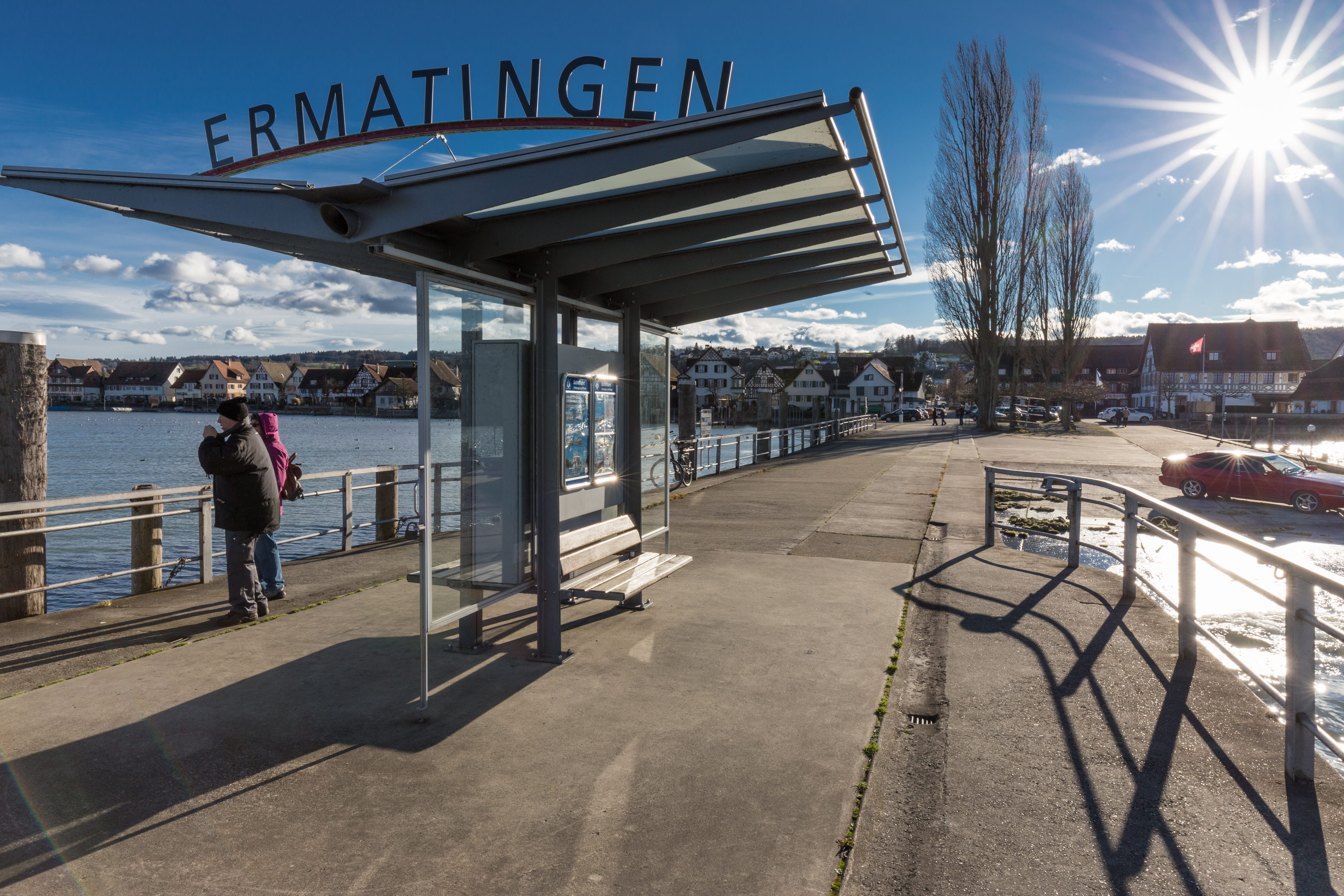
Schifflände Ermatingen (2015)

Die Schweizerische Nationalbahn eröffnete am 17. Juli 1875 den Betrieb auf der Bahnstrecke Etzwilen–Konstanz/Kreuzlingen Hafen, Teil der Seelinie. Damit war Ermatingen ans Schienennetz angeschlossen. Von Frühling bis Herbst ist das Dorf auch per Kursschiff erreichbar (Linie Schaffhausen–Kreuzlingen der Schweizerischen Schifffahrtsgesellschaft Untersee und Rhein).
Ermatingen und die nahe Umgebung werden durch die Swisscom Broadcast von der deutschen Bodenseeinsel Reichenau aus über den Füllsender Reichenau mit Radioprogrammen versorgt.

## Sehenswürdigkeiten
Die Dörfer Ermatingen und Triboltingen sowie die Schlosslandschaft Untersee sind im Inventar der schützenswerten Ortsbilder der Schweiz aufgeführt.

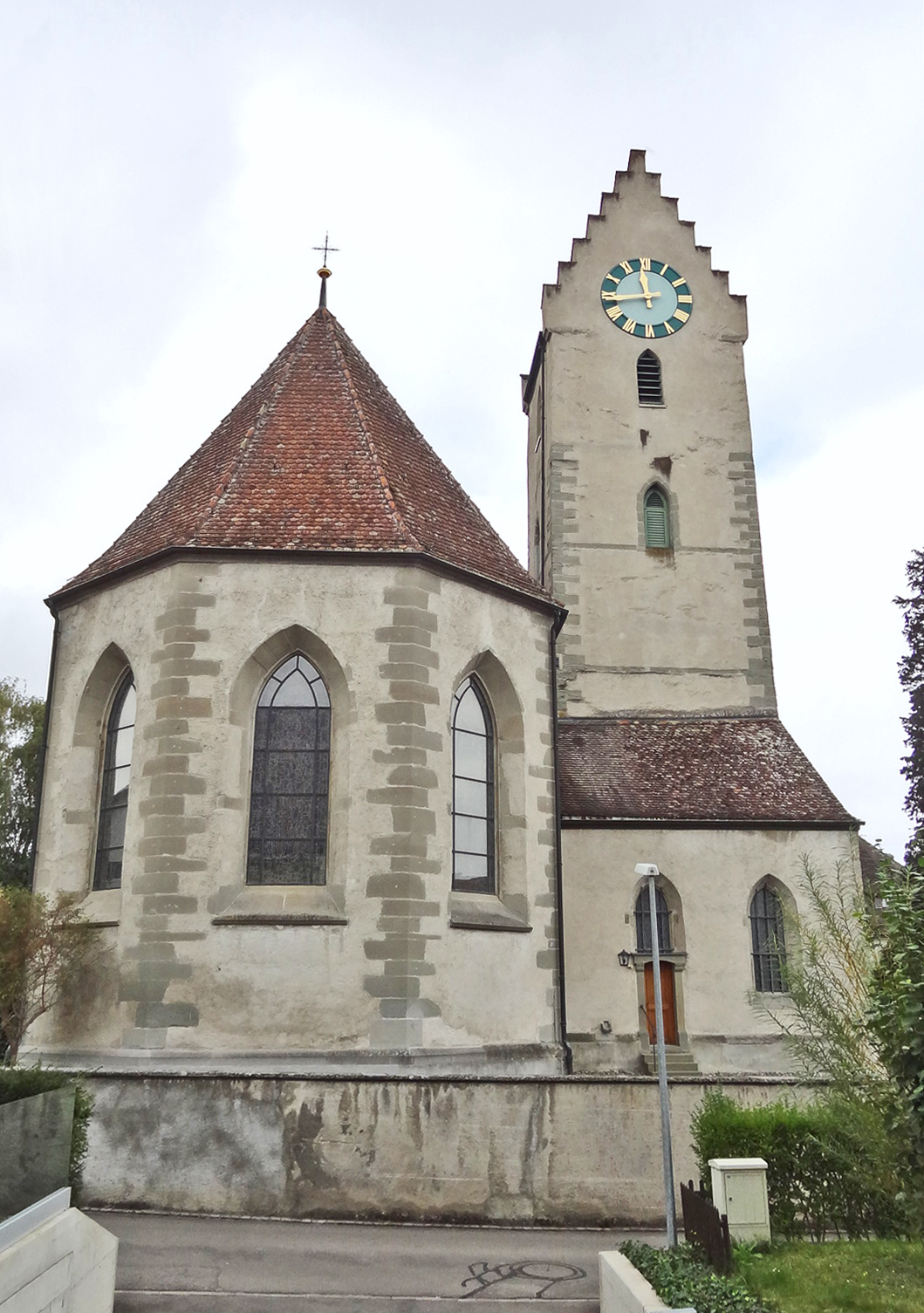
Paritätische Kirche Ermatingen

### Paritätische Kirche
Die Ursprünge der Paritätischen Kirche Ermatingen, auch bekannt als Paritätische Kirche St. Albin, gehen ins 12. oder 13. Jahrhundert zurück. Im Schwabenkrieg 1499 wurde sie gebrandschatzt. Im Zuge der Reformation wurden die Bilder und Altäre aus der Kirche geschafft. Nach dem Zweiten Landfrieden wurde das paritätische Verhältnis wiederhergestellt. Seitdem wird die Kirche von der römisch-katholischen und der evangelischen Gemeinde gemeinsam benutzt. 1649 erfolgte eine grosse Renovation. 1749/1750 gab es einen grossen Umbau unter dem Baumeister Johann Michael Beer, die Altarbilder und das Chorgewölbe wurden von Franz Ludwig Hermann gemalt.

### Gasthaus «Adler»

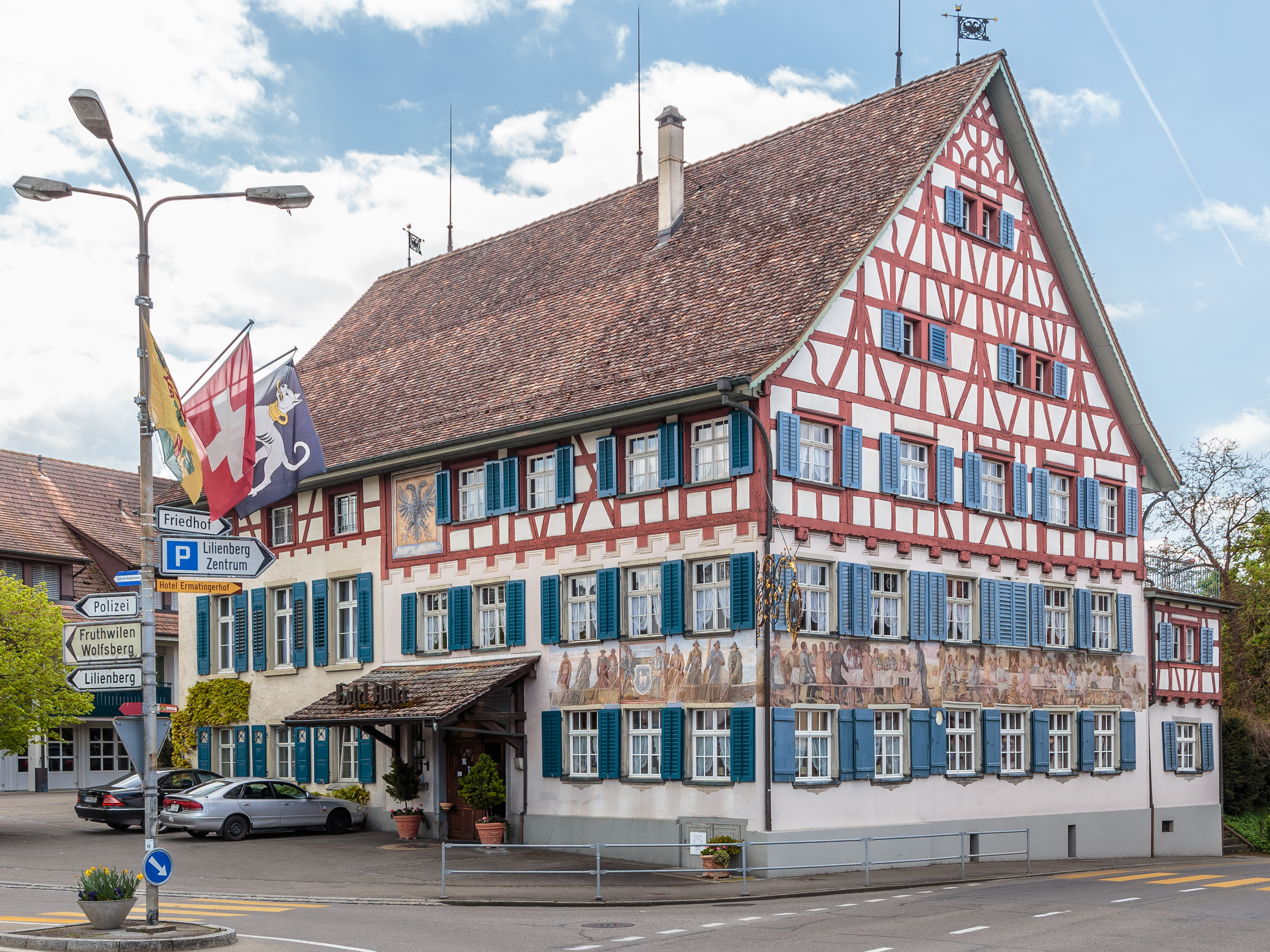
Hotel «Adler» Ermatingen

Der «Adler» ist eines der ältesten Gasthäuser im Kanton Thurgau. Erstmals wurde er 1270 erwähnt. Der heutige stattliche Riegelbau stammt aus dem 16. Jahrhundert. Er diente dem eidgenössischen Landvogt als Audienzort.
Berühmte Gäste waren u. a. Prinz Louis Napoleon, François-René de Chateaubriand, Alexandre Dumas, Thomas Mann, Graf Zeppelin, Hermann Hesse, Hugo Ball, Leonhard Frank, René Schickele, Ferdinand Hardekopf, Alfred Neumann und General Guisan.
Heute ist der Restaurationsbetrieb geschlossen und das Gebäude dient als Kindertagesstätte.

### Schloss Wolfsberg

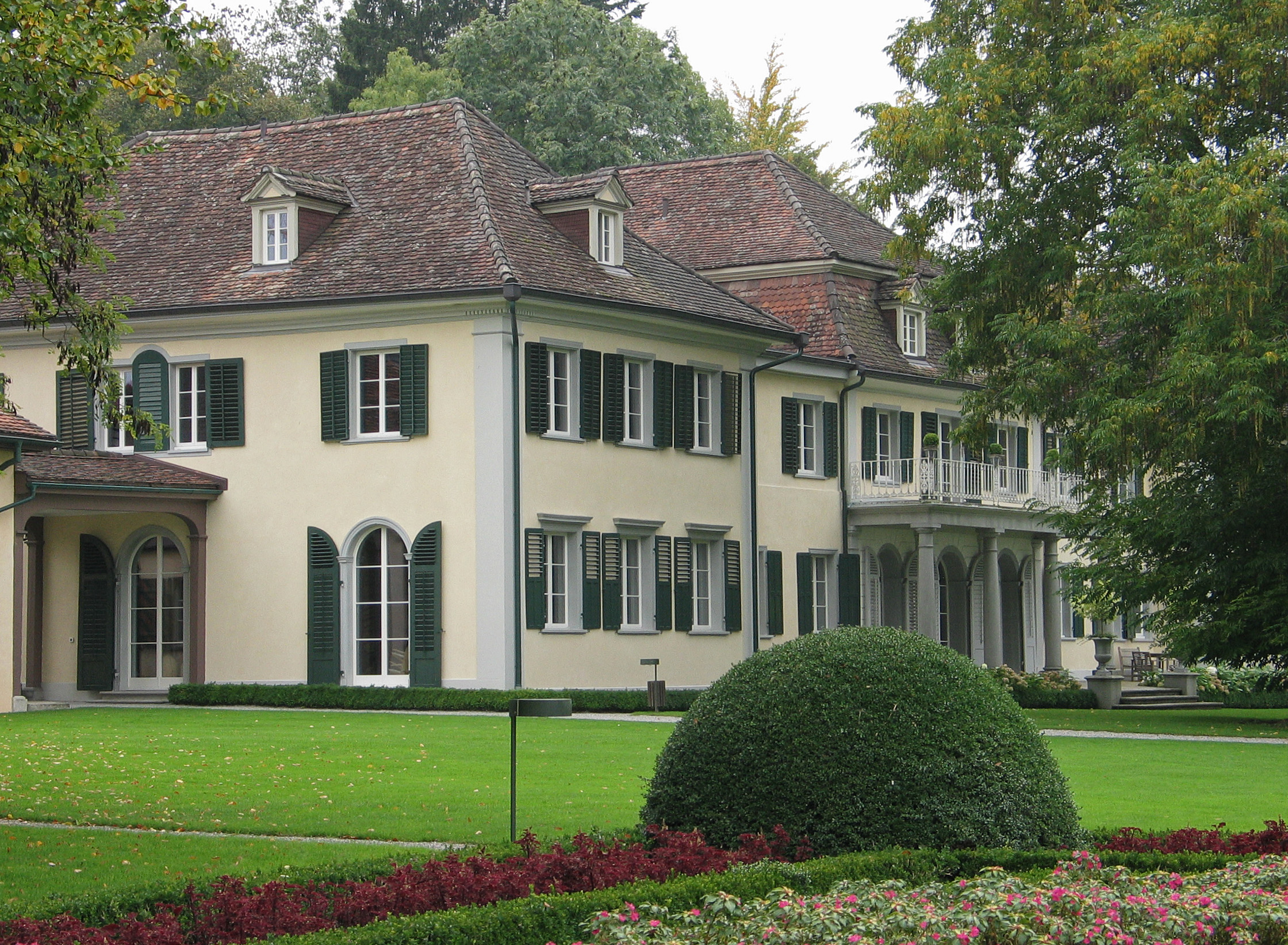
Schloss Wolfsberg bei Ermatingen

Weit über dem Dorf erbaute 1571 Wolf Walter von Gryffenberg ein würfelförmiges Schlossgebäude.
Johann Friedrich Geldrich von Sigmarshofen, der es 1595 kaufte, erhielt für sein Gut die niedere Gerichtsbarkeit, und Wolfsberg wurde Freisitz.
1731 kaufte es Junker Johannes Zollikofer, der es in der Form umbaute, wie sich Wolfsberg noch heute zeigt. 1795 erwarb der St. Galler Bankier Jean Jacques Hoegger (1747–1812) das Schloss und liess wahrscheinlich 1797 das südwestlich des Schlosses gelegene Parquinhaus errichten. Nach Hoeggers Tod erbte es seine Tochter Juliane Wilhelmine (1776–1829), welche das Anwesen 1815 an den Baron Ignaz von Wechingen aus Feldkirch verkaufte. 1824 gelangte das Schloss in den Besitz des französischen Oberst Charles Parquin. Dieser liess Schloss Wolfsberg umbauen und richtete hier eine Pension ein, die 1839 einging. Weitere Besitzer waren der Engländer Joseph Martin Parry, der das Gut in einen landwirtschaftlichen Musterbetrieb umwandelte, und Karl Bürgi, der um 1865 ein Kurhaus einrichtete, das bis 1918 bestehen blieb.
Unter dem Kriminalschriftsteller Wolf Schwertenbach war Wolfsberg 1942/1943 Gesprächsort von SS-Brigadeführer Walter Schellenberg (1910–1952) und dem Schweizer Oberstbrigadier Roger Masson. 1970 wurde das Schloss von der Schweizer Bank SBG (heute UBS) erworben, die es renovieren und auf dem Areal mit weiteren Gebäuden zu einem Ausbildungszentrum ausbauen liess. Das eiserne Turmuhrwerk an der Westwand des Bibliotheksgebäudes stammt aus dem alten Schloss und wurde um 1540 von Laurentius Liechti angefertigt.

### Villa Lilienberg

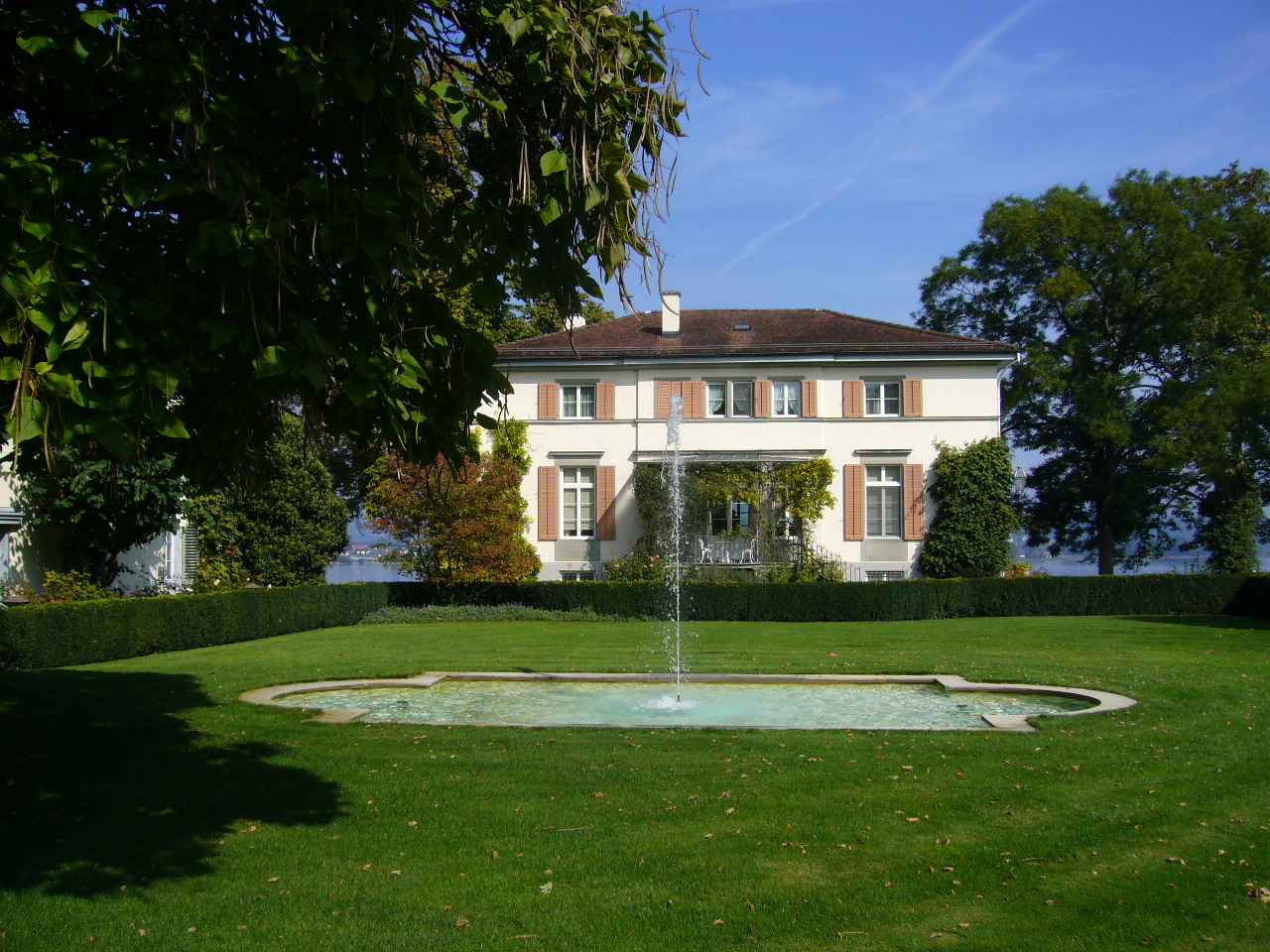
Lilienberg

Der Lilienberg wurde um 1840 von der preussischen Baronesse Caroline von Waldau erbaut. 1848 kaufte die Baronin Betty von Fingerlin die Villa; ihr Mann, Graf Johann Baptist Zappi, war ein Freund von Napoleon III. Die herrschaftliche Villa im Stil des späten Klassizismus ging 1897 an die Winterthurer Firma Gebrüder Volkart, 1935 an die Familie Reinhart. Werner Reinhart renovierte die Villa und beherbergte u. a. Wilhelm Furtwängler und Othmar Schoeck. Auch der Kunstmäzen Oskar Reinhart lebte hier. Das Areal wurde 1985 von der Stiftung Lilienberg Unternehmerforum erworben, es ist heute ein Begegnungszentrum für Unternehmer.

### «Villa am See» (Villa Sauter)
Diese Villa im Stil eines Wohnbaus des Ancien Régime  wurde 1798 vom Appenzeller Baumeister Grubenmann auf dem Gelände der früheren und 1782 abgerissenen Badstube errichtet.

Ehemaliges Schloss Hard und Ermatinger Oberdorf im Juli 1958

Das Haus wurde bekannt als «Toblerhaus» und war seit 1918 im Besitz des Unternehmers Louis Sauter (Villa Sauter). Der deutsche Textilunternehmer Uwe Holy erwarb 2005 das Gebäude und renovierte es gemeinsam mit dem Amt für Denkmalpflege.

### Schloss Hard
1520 baute Sebastian Muntprat das Schloss Hard wieder auf, nachdem der Vorgängerbau aus dem 13. Jahrhundert im Schwabenkrieg zerstört worden war. Es handelte sich um ein herrschaftliches Gebäude mit Satteldach und einem überkuppelten Türmchen. Das Schloss wurde 1982 abgebrochen.

### Rellingsches Schlössli

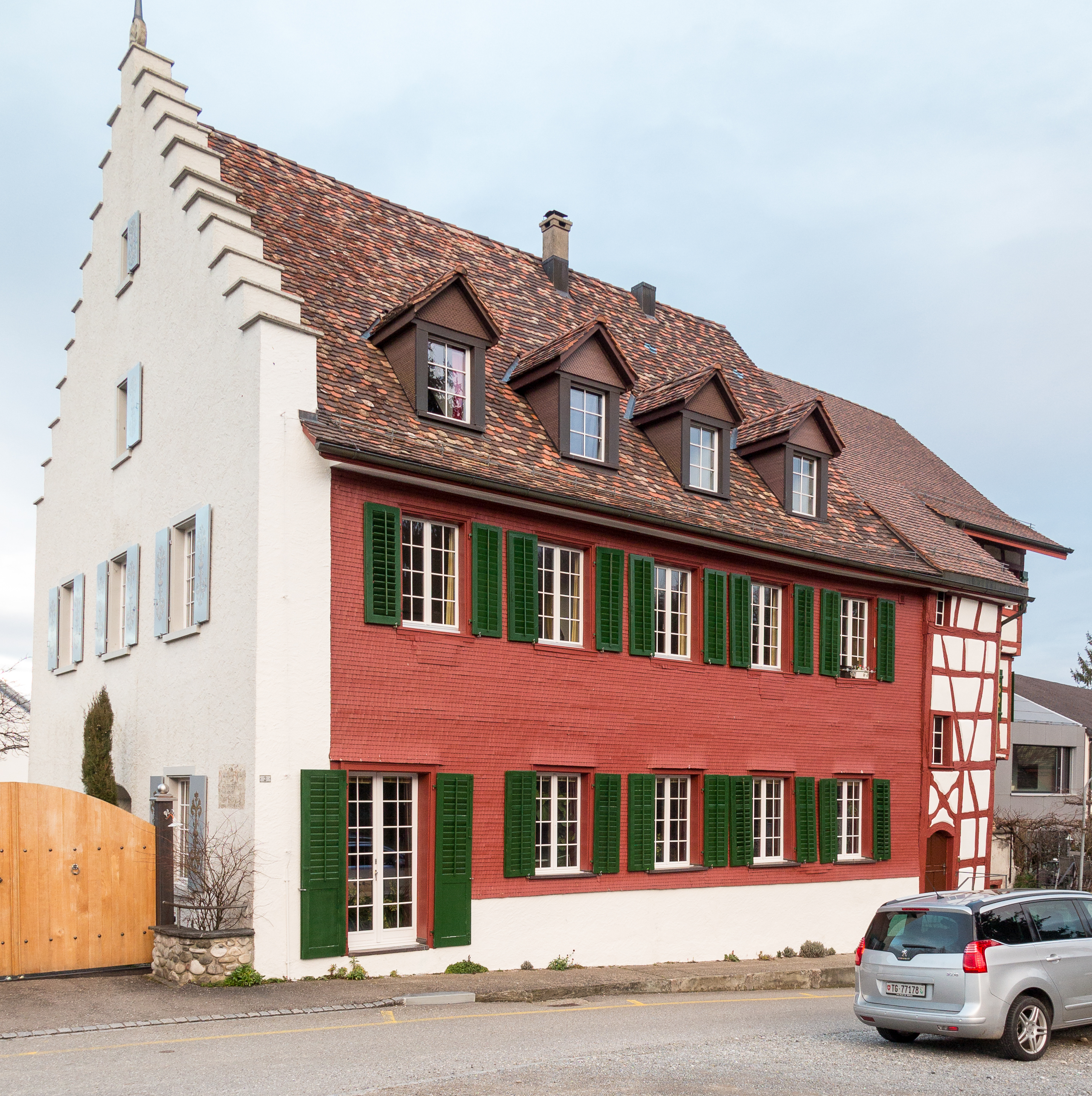
Rellingsches Schlössli

Das schätzungsweise aus dem 12./13. Jahrhundert stammende Haus brannte im Schwabenkrieg nieder, wurde 1501 wieder aufgebaut und diente ab 1579 als Freisitz des Junkers Jechonias Rellingen von Feder. Der östliche Teil des Hauses steht als quadratischer Turm auf hohen Mauersockeln, er wurde 1686 um das Treppenhaus erweitert. Der westliche Teil des Hauses wurde später als Trotte angebaut. Noch heute stehen die Eichenpfosten in der ehemaligen Trotte, die den Brand von 1499 überstanden haben. Dank den Anpassungen der Besitzer für ihre Bedürfnisse konnte dieses Gebäude erhalten und gepflegt werden. Es ist vermutlich das älteste noch gut erhaltene Gebäude von Ermatingen.

### Kapelle St. Niklaus Triboltingen
→ siehe Abschnitt Kapelle St. Niklaus im Artikel Triboltingen

## Brauchtum
Während des Konzils von Konstanz (1414–1418) soll einer der drei Gegenpäpste, Johannes XXIII., heimlich aus Konstanz geflohen und nach Ermatingen gekommen sein. Gemäss Überlieferung soll der Papst als Dank für die Verpflegung den Ermatingern erlaubt haben, zu dieser Zeit nochmals Fasnacht zu feiern. Die Ermatinger führen daher die Groppenfasnacht, die alle drei Jahre am Sonntag Laetare drei Wochen vor Ostern stattfindet, auf diesen Papstbesuch zurück.
Ein weiterer Brauch neueren Datums ist das «Gangfischschiessen». Dieses wurde 1937 das erste Mal durchgeführt und ist das grösste Winterschiessen in der Schweiz. Es lockt alljährlich im Dezember hunderte Schützen nach Ermatingen. Dabei wird auch der nach einem speziellen Rezept zubereitete Gangfisch gegessen.

## Naturschutz
Im Winter lebten die Ermatinger Fischer von der Wasservogeljagd. Natur- und Vogelschutzverbände lancierten nach stetem Anprangern dieser Jagd eine Volksinitiative zu deren Abschaffung. Der folgende Abstimmungskampf wurde zum Teil polemisch geführt. Von Naturschützern wurde diese Jagd «Belchenschlacht» genannt. Die Initiative wurde 1984 als erste Volksinitiative im Kanton Thurgau überhaupt mit einem Ja-Stimmen-Anteil von 51,6 % angenommen.
Somit ist seit dem Winter 1984/1985 die Patentjagd, die sog. «Jagd des kleinen Mannes», verboten. Durch eine 1991 in Kraft getretene Bundesverordnung wurde das Wasservogel-Reservat Ermatinger Becken geschaffen. Ein kulturgeschichtliches Stück der Jagd ist in der Form geschnitzter Lockenten erhalten geblieben, die zum Anlocken der Wasservögel eingesetzt worden waren.
Neben dem Wasservogel-Reservat befinden sich im Riedgebiet zwischen Ermatingen und Gottlieben ein Amphibien-Laichgebiet sowie ein Flachmoor von nationaler Bedeutung. Dazu hat der Kanton Thurgau eine Schutzanordnung erlassen.

## Persönlichkeiten
- Marie Espérance von Schwartz (1818–1899), deutsch-englische Schriftstellerin (hatte ihren letzten Wohnsitz hier)
- Otto Nägeli (1843–1922), Mediziner, Heimatforscher und Mundartautor
- Otto Naegeli, (1871–1938), Schweizer Internist
- Konrad Ilg (1877–1954), Schweizer Gewerkschafter (geboren in Ermatingen)
- Georg Forster (1881–1945), Schweizer Politiker (SP)
- Oskar Naegeli (1885–1959), Schweizer Dermatologe und Schachspieler
- Gottlieb Heinrich Heer (1903–1967), Schriftsteller und Journalist, hatte seinen Wohnsitz in Ermatingen
- Hermann Fehr (1909–1992), Schweizer Politiker (SP), Ehrenbürger von Ermatingen
- Ernst Graf (1909–1988), Maler und Grafiker (Ehrenbürger von Ermatingen)
- Ferenc Fricsay (1914–1963), österreichischer Dirigent (hatte ab 1952 seinen Wohnsitz hier, ist auf dem Friedhof in Ermatingen begraben)[33]
- Ernst Mühlemann (1930–2009), Schweizer Politiker (FDP), Nationalrat, Gründungsdirektor Ausbildungszentrum Wolfsberg
- Roberto Blanco (* 1937), deutscher Entertainer (lebt in Ermatingen)[34]
- Klaus Rothe (* 1939), Töpfer, Plastischer und Bildnerischer Gestalter, Lyriker (lebt in Ermatingen)[35]
- Uwe Holy (* 1940), Gründer und Inhaber der Holy Fashion Group (lebt in Ermatingen im von Herzog & de Meuron erbauten Neubau neben der Villa Ulmberg)
- Hermann Fehr (* 1941), ehemaliger Stadtpräsident von Biel/Bienne,[36] Regierungsrat des Kantons Bern, Nationalrat (ist in Ermatingen aufgewachsen)
- Thomas Ammann (1950–1993), Schweizer Kunstsammler und -händler
- Marco Werner (* 1966), deutscher Automobilrennfahrer (lebt in Ermatingen)
- Dani Felber (* 1972), Schweizer Musiker, Bandleader und Komponist (lebt in Ermatingen)
- Toto Wolff (* 1972), österreichischer Investor und Automobilrennfahrer (lebt in Ermatingen)
- Lucas Luhr (* 1979), deutscher Automobilrennfahrer (DTM) (lebt in Ermatingen)
- Susie Wolff (* 1982), britische Automobilrennfahrerin (Formel 1, DTM) (lebt in Ermatingen)

## Bilder
→ siehe auch Abschnitt Bilder im Artikel Triboltingen

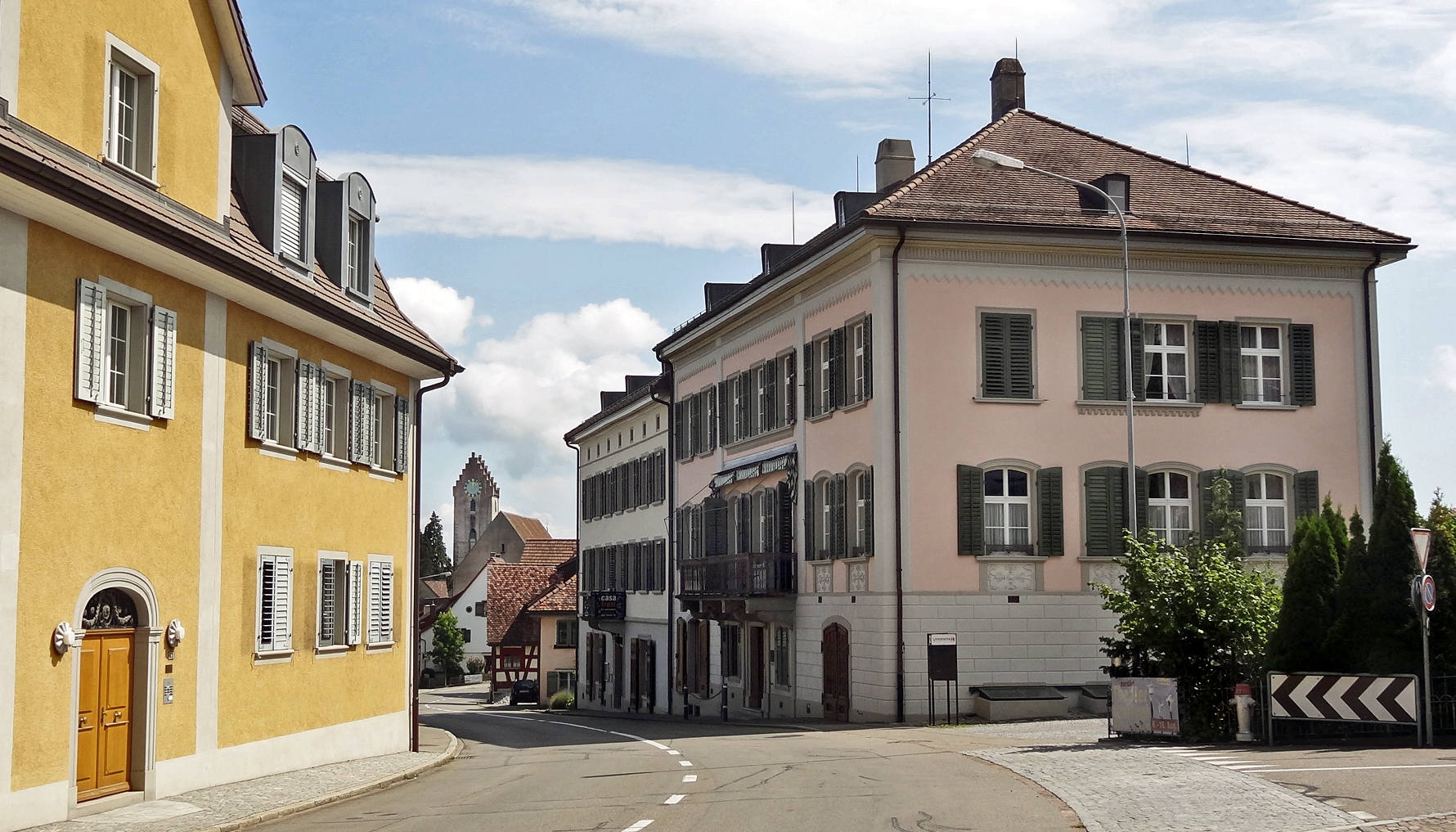
Hauptstrasse Ecke Brünnelistrasse
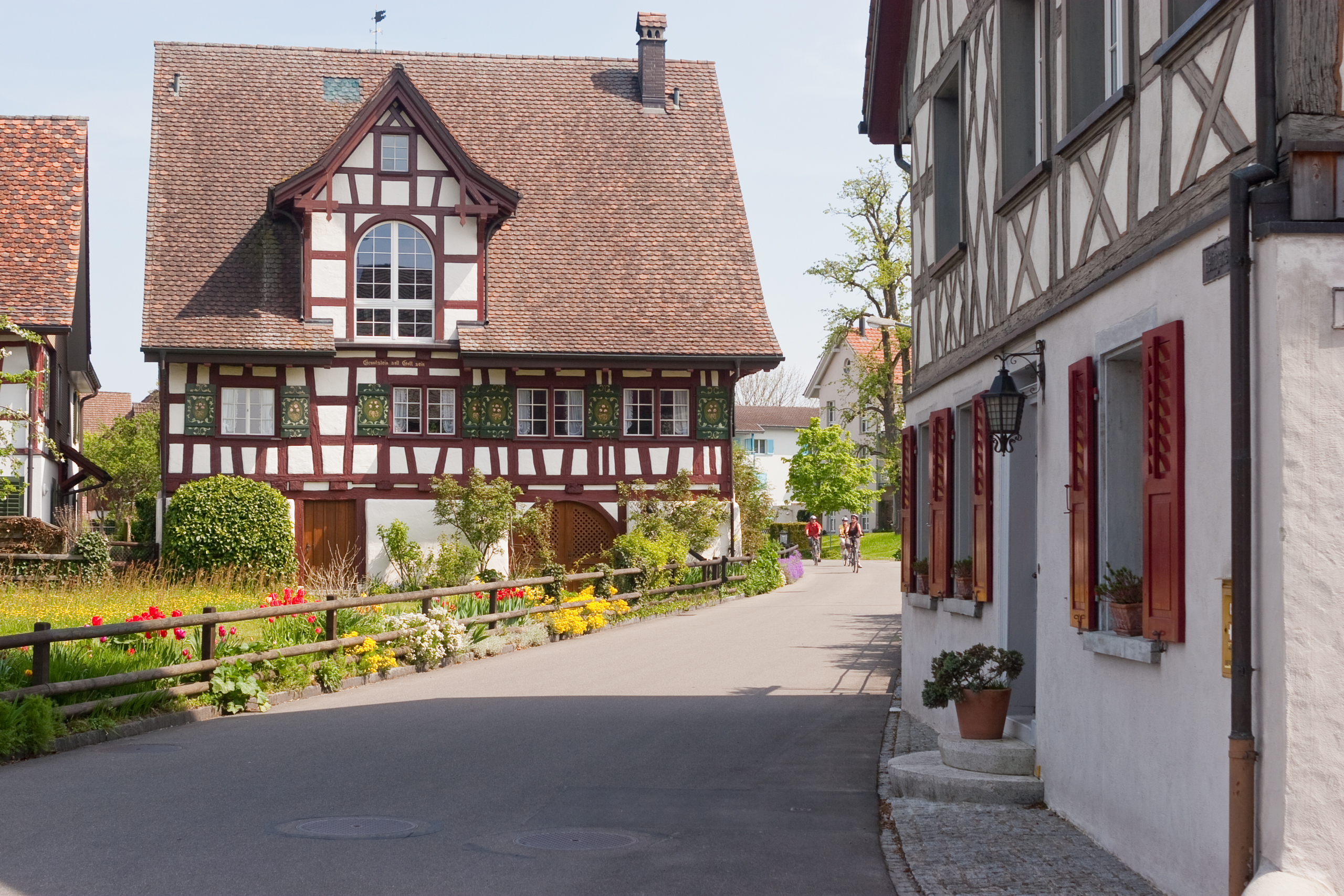
Heimgartenstrasse
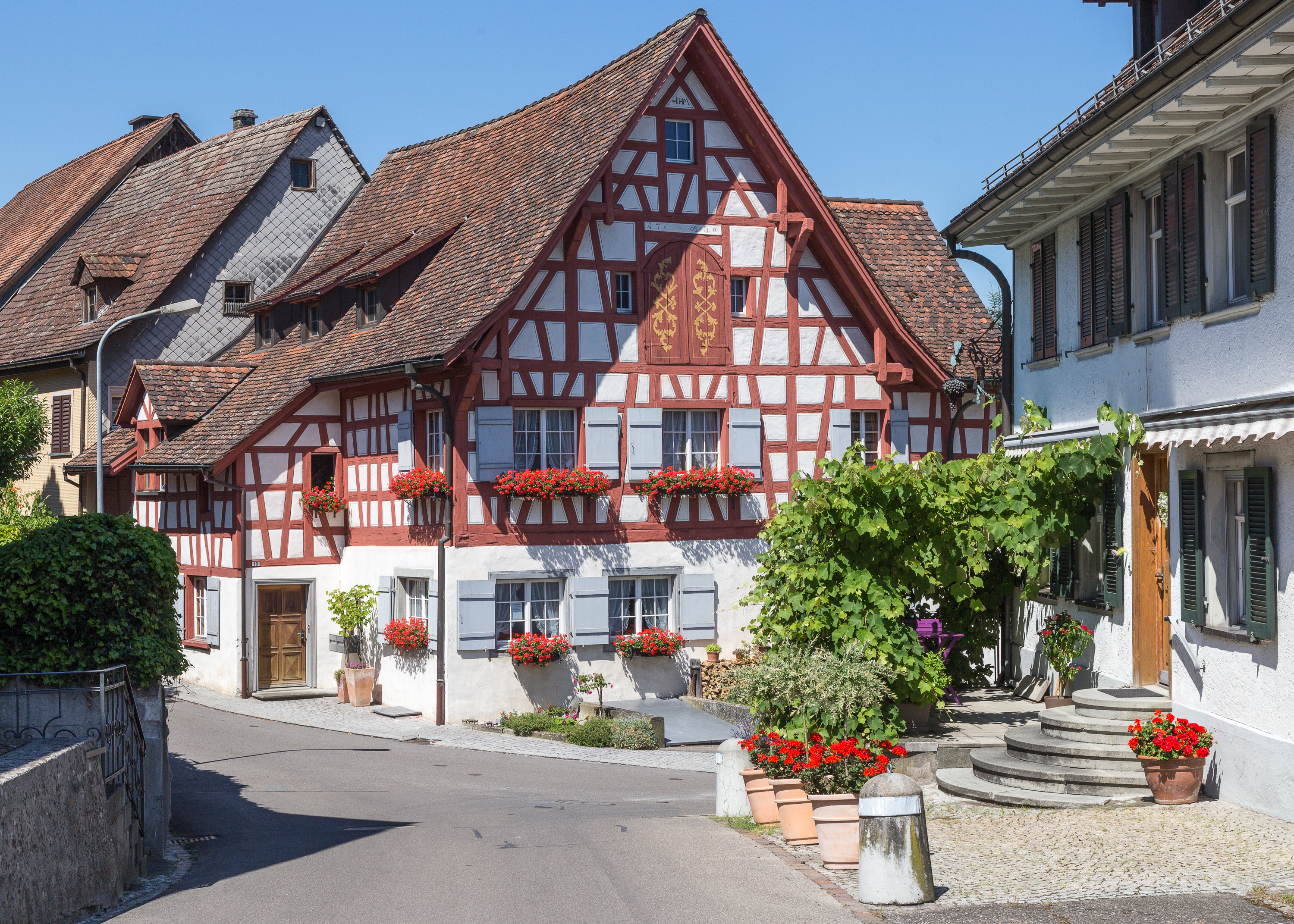
Kirchgasse (13)
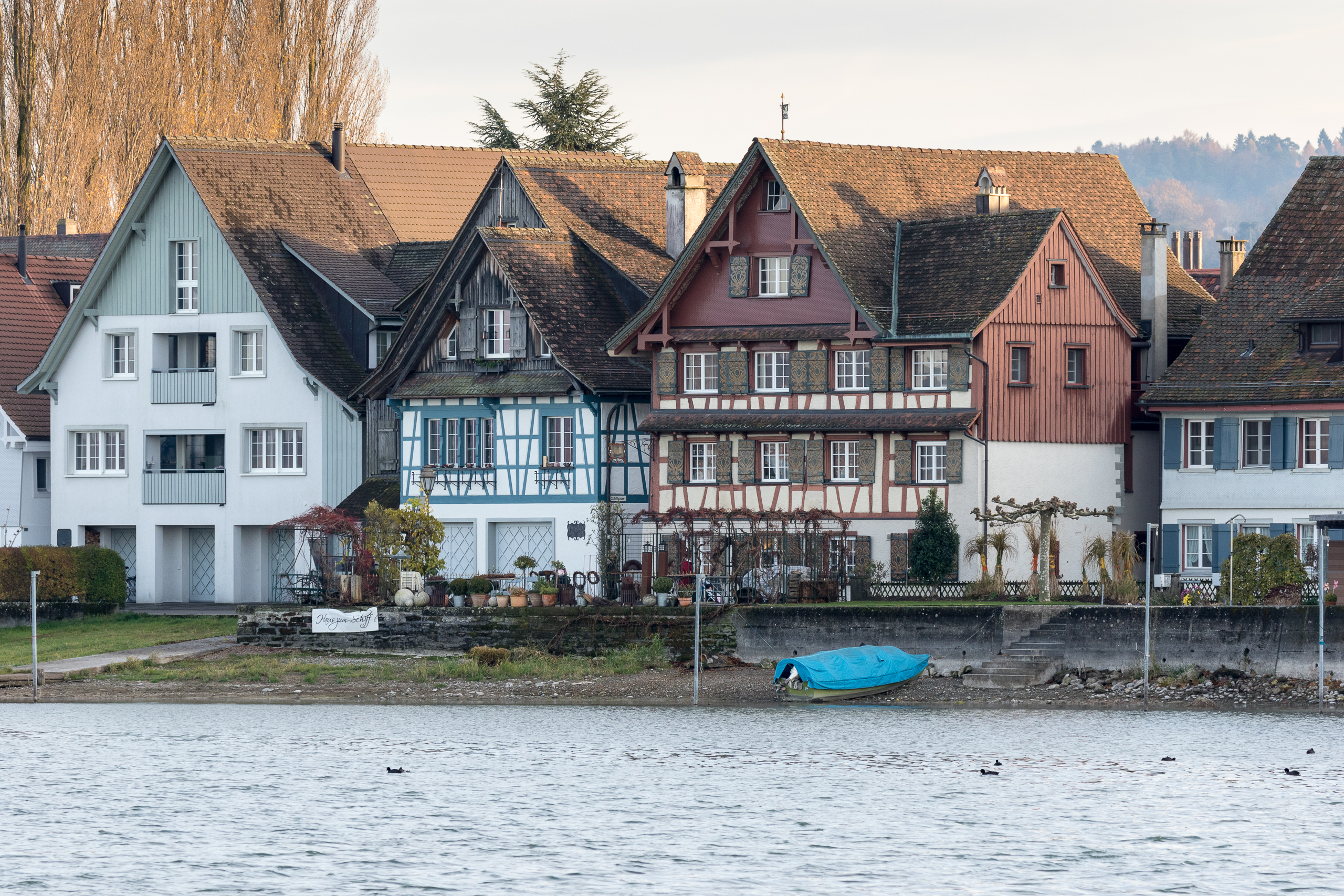
Häuser an der Oberen Seestrasse